# Ижнефтемаш
ПАО «Ижнефтемаш» (Публичное акционерное общество «Ижевский завод нефтяного машиностроения») — российское предприятие, производящее нефтепромысловое оборудование, расположено в городе Ижевск. Выпускает оборудование для добычи нефти, бурения, обустройства и ремонта нефтяных и газовых скважин. Входит в группу компаний «Римера».
Завод является членом Союза производителей нефтегазового оборудования.

## История предприятия
19 июня 1956 года — приказом Министерства строительного и дорожного машиностроения основан завод «Строммашина».
1956—1965 гг. — выпуск продукции для строительной и химической промышленности.
1965 г. — в связи с началом освоения нефтяных месторождений Западной Сибири и необходимостью обеспечения нефтяной отрасли соответствующим оборудованием, завод переходит на изготовление нефтепромыслового оборудования. В последующие годы предприятие осваивает различные виды нефтегазового и нефтяного оборудования (буровые насосы НБ-32, НБ-50, НБ-80, автоматические буровые ключи АКБ и пр.), налаживает серийный выпуск генераторов сейсмических колебаний для геофизических работ.
1990-е гг. — освоение производства станков-качалок, скважинных штанговых насосов по стандарту Американского нефтяного института, насосных цементировочных установок.
1992 г. — завод преобразован в акционерное общество «Ижнефтемаш».
1996 г. — завод получил лицензию Американского нефтяного института на использование монограммы API на глубинных штанговых насосах, изготавливаемых по спецификации API Spec 11AX.
1999 г. — система менеджмента качества «Ижнефтемаша» сертифицирована Регистрационным бюро качества Американского нефтяного института на соответствие требованиям международного стандарта ISO 9001:2000.
2000 г. — глубинные штанговые насосы «Ижнефтемаша» вошли в число «Ста лучших товаров России».
2002 г. — завод «Ижнефтемаш» получил сертификат API по спецификации API Spec Q1 на систему менеджмента качества всего нефтепромыслового оборудования.
С 2008 года завод «Ижнефтемаш» входит в группу компаний «Римера». Совместно с другими предприятиями группы «Ижнефтемаш» участвует в реализации проекта «Белая скважина», предусматривающем комплексное удовлетворение потребностей нефтяных компаний.
Июнь 2014 г. — выпуск 10 000-го станка-качалки.
По итогам 2014 года завод «Ижнефтемаш» признан лучшим экспортером Удмуртской Республики.
2017 г. — «Ижнефтемаш» сертифицировал систему менеджмента качества по стандарту ISO 9001:2015 и получил сертификат соответствия продукции стандарту API 11Е.
В 2020 году новым генеральным директором ПАО «Ижнефтемаш» был избран Сергей Березин.
23 февраля 2024 года предприятие включено в блокирующий санкционный список США против производственного сектора экономики России.

## Продукция
Предприятие выпускает и проектирует:;
- блочно-модульные конструкции для обустройства инфраструктуры нефтегазовых месторождений[11]
- Оборудование для добычи нефти[12][13][14][15][16][17][18].
- Оборудование для цементирования скважин
- Оборудование для бурения[19][20][21]
- Оборудование для ремонта скважин
- Оборудование для многостадийного гидроразрыва пласта[22]